# Jogayya
Jogayya es una película india en idioma canarés, protagonizada por el actor Shivrajkumar y dirigida por Prem. Esta es la película número 100 del actor kannada Shivrajkumar y el rodaje comenzó el día de su 49 cumpleaños. Fue producido bajo la bandera de Prem Pictures. Rakshita Prem, que es la esposa del director Prem, es la productora de esta película. Es la secuela de la exitosa película de 2005 Jogi . La película se estrenó el 19 de agosto de 2011 en más de 245 teatros de Karnataka con críticas mixtas de los críticos.

## Trama
La película comienza con el Dr. Rajkumar y Parvathamma Rajkumar bendiciendo a Shivarajkumar (como Madesha), explicando el valor del nacimiento, las oraciones del bebé y las de los padres por el nacimiento. La película se desarrolla casi 3 años después de los incidentes de la primera película. 
Un grupo de policías captura y tortura a los cómplices de Madesha para revelar su ubicación actual. El departamento de policía llega a la conclusión de que se ha trasladado a Dubái. Al ser liberado se encuentran con Bhubaiyya y abusan verbalmente de Madesha por su traición. La historia se traslada a Mumbai donde Madesha trabaja como sirvienta en la casa de Vidya y su padre. Se cambia el nombre a Mahadeva para olvidar su pasado. El matrimonio de Vidya se fija con un astrólogo de Karnataka que parece reconocer vagamente a Madesha. Esto hace que recuerde los acontecimientos que le llevaron a dejar a su nativo. 
Después de la muerte de su madre, Madesha sigue viviendo la vida de un matón. Ha cambiado de opinión después de ser humillado por un médico y burlado por sus amigos. Sabiendo que una vez que entra en el mundo del crimen no dará una segunda oportunidad en la vida, deja el lugar sin informar a nadie.
Madesha decide dejar Mumbai ya que está preocupado por la presencia del prometido de Vidya. Sus compañeros de Mumbai matan a un gánster que había destruido sus vidas y se trasladan en secreto a una región costera desde donde planean ir a Dubái. Madesha, que los ve en la playa, se une a ellos. Pero antes de dejar la costa, son acorralados por la policía de Karnataka que arresta a Madesha y lo lleva a Karnataka. Mientras lo lleva a la corte, Madesha descubre que Bhubaiyya ha muerto en un accidente. Esto lo destroza. Mientras está en la corte, ve a varias personas esperando su muerte. Está desconcertado e igualmente desconsolado. 
Vidya, que reconoce su verdadero amor por Madesha, cancela su boda a pesar de la advertencia de su prometido de que Madesha morirá en seis meses y se traslada a Karnataka para salvarlo. Se encuentra con un abogado y con su ayuda prueban la inocencia de Madesha. Una vez liberada de la prisión, Madesha reúne a su antigua pandilla y reanuda sus actividades criminales. Después de escapar de un atentado contra su vida, se encuentra con un anciano que tiene una clara explicación sobre la situación anterior de Madesha. 
Cuando Madesha salió de Bangalore, la mafia decide conocer a un nuevo gángster que les permitirá evacuar a la gente, tomar sus tierras, introducir drogas, etc. algo contra lo que Madesha estaba en contra. Appanna que aspira a ser el próximo Jogi (el título que se le dio a Madesha) voluntario para ayudarles. Él extiende el terror y mata a personas inocentes diciendo que está a favor de Jogi, convirtiendo así a Madesha en un chivo expiatorio. Sintiendo el peligro, el viejo va en busca de Madesha y finalmente lo encuentra en Mumbai. Con la ayuda de su amigo, que es el comisionado de policía, el viejo se las arregla para traer de vuelta a Jogi. Bhubaiyya fue asesinado por Appanna.
Estas revelaciones asustan a Madesha que se propone ser ese gánster que ayuda a la gente. Asesina a los líderes de la mafia que lo incriminaron y va en busca de Appanna. Resuelve los problemas de la gente y así consigue su apoyo. Obtiene un nuevo título de Jogayya (Ayya es un término de respeto). Al estar harto de las guerras de bandas, el ministro Principal de Karnataka pide a los oficiales de policía que preparen una lista y se encuentren con los matones. La madre de Appanna busca la ayuda de Jogi para salvar a su hijo. A pesar de tener un ardiente deseo de matar a Appanna por destruir su vida, Jogi decide ayudar a la madre. Sin embargo Appanna es asesinada por la policía. Jogi asesina a los hermanos criminales de Naidu con un arma de la policía que apoya al gobierno. Un enfurecido Naidu retira su apoyo al gobierno, lo que hace que el partido pierda la mayoría y la conducción de las elecciones. Jogi decide presentarse como candidato. Se encuentra con el padre de Vidya que le revela su amor por él. Va en busca de Vidya sólo para ser traicionado y brutalmente hackeado por sus compañeros de Mumbai que lo habían visitado recientemente. 
Se las arregla para sobrevivir gracias a su amor por Vidya. Los que hackearon a Jogi son asesinados por sus amigos. Él ve a la gente que se reunió alrededor para verlo. Aquí se revela que la idea de asesinar a los hermanos de Naidu y a los líderes de la mafia fue dada por los hombres comunes que se inspiraron en las buenas acciones de Jogi. Jogi reconsidera su decisión de competir en las elecciones y se reúne con Vidya. La gente inspirada por el discurso de Jogi jura elegir sólo a los candidatos que son elegibles y capaces.

## Producción
La película se estrenó el 12 de julio de 2010 en un acto al que asistieron estrellas de cine del sur de la India como Ambareesh, Chiranjeevi, Vijay y Surya . Las canciones de la película han sido profusamente ilustradas. Se informa que el rodaje de la canción de Odale ha costado a Prem ₹2.7 crores de rupias. En Haridwar, 300 sadhus (santos) fueron utilizados para el rodaje de esta canción que utiliza tecnología 3D . La película se filmó en Bangalore, Mysore, Bombay, Haridwar, Rishikesh y otros lugares sagrados del norte de la India. 

## Reparto
- Shivrajkumar como Madesha (Mahadeva) alias Jogi
- Sumit Kaur Atwal como Vidya Gokhale
- Pooja Gandhi como el defensor
- Ravishankar Gowda
- Narasimha Joshi
- Vijayanand
- Umesh Punga
- John
- Mass Madha
- Shankar
- B. Ganapathi
- Gururaj Hosakote
- Narendra Babu
- Nanda Kumar
- Prakash Shenoy
- Aravind Rao
- Suresh Mangalore

## Lanzamiento
Debido al gran éxito de la película Jogi en 2005, se generó un gran interés por Jogayya en 2011. Aunque el estreno de la película estaba previsto para el 19 de agosto, las entradas de los tres primeros días se emitieron con una semana de antelación.  A las pocas horas de haber iniciado la reserva, las entradas de los 3 días se agotaron en la región de BKT ( Bengalore, Kolar y Tumkur ) de Karnataka. Se informó que se estaban vendiendo boletos negros a precios exorbitantes de hasta ₹3.000 por boleto. La película ha empezado a ver salas vacías desde la octava semana y posteriormente ha sido reemplazada. 

## Recepción de la crítica
El Times of India calificó de 3.3 sobre 5 y dijo que "Shivarajkumar el héroe, se va con iguales honores en las secuencias románticas también, iluminando las secuencias aburridas de la película. Mientras que Sumit Kaur ha hecho justicia a su papel, Payana Ravishankar se muestra animada con la entrega de los diálogos y el lenguaje corporal. Pooja Gandhi impresiona a todos en su papel de abogada".

## Banda sonora
El álbum musical de la película fue lanzado el 19 de mayo de 2011. Jogayya tiene ocho canciones (incluido un tema) compuestas por V. Harikrishna y Ashwini Recording Company ha comprado los derechos musicales de la película. Se vendieron más de 100.000 CDs y casetes en los 5 días siguientes al lanzamiento de la música, que es un récord en la Industria Cinematográfica Canarés. Se vendieron más de 60,000 discos el primer día del lanzamiento al mercado.  
| N.º | Título                        | Cantante(s)                                 | Duración |
| --- | ----------------------------- | ------------------------------------------- | -------- |
| 1.  | "Kuri Kolinaa"                | Kailash Kher, Shreya Ghoshal, Vijay Prakash |          |
| 2.  | "Gangeye Avana"               | Shankar Mahadevan                           |          |
| 3.  | "Thagalaakkonde"              | Upendra, Priya Himesh                       |          |
| 4.  | "Jogaiah Baa"                 | Shreya Ghoshal                              |          |
| 5.  | "Yaru Kaanadooru"             | Sonu Nigam, Shreya Ghoshal                  |          |
| 6.  | "Hetthavalalla Avalu"         | Sonu Nigam                                  |          |
| 7.  | "Odole"                       | Prem, Shreya Ghosal                         |          |
| 8.  | "Mother Theme" (Instrumental) |                                             |          |